# Alvin E. Roth
Alvin Elliot Roth (* 18. prosinec 1951) je americký ekonom židovského původu, profesor na Stanfordově a Harvardově univerzitě. Zaobíral se především teorií her a experimentální ekonomií. Roku 2012 získal spolu s Lloydem Shapleym Nobelovu cenu za ekonomii, a to za „teorii stabilních tržních alokací a praktický návrh trhů“.
Známé jsou jeho aplikace ekonomické teorie na problém veřejného školství, konkrétně v New Yorku a Bostonu.

## Dílo
- 1979: Axiomatic Models of Bargaining
- 1985: Game-Theoretic Models of Bargaining
- 1987: Laboratory Experimentation in Economics: Six Points of View
- 1988: The Shapley Value: Essays in Honor of Lloyd S. Shapley
- 1990: Two-Sided Matching: A Study in Game-Theoretic Modeling and Analysis
- 1995: Handbook of Experimental Economics
- 2001: Game Theory in the Tradition of Bob Wilson